# Локалита Ђебо (Вербано-Кузио-Осола)
Локалита Ђебо је насеље у Италији у округу Вербано-Кузио-Осола, региону Пијемонт.
Према процени из 2011. у насељу је живело 5 становника. Насеље се налази на надморској висини од 1046 м.